# Kofi Balmer
Kofi Balmer (Newtownabbey, 19 settembre 2000) è un calciatore nordirlandese, difensore del Motherwell.

## Carriera

### Club
Cresciuto nel settore giovanile del Ballymena Utd, ha esordito in prima squadra il 29 aprile 2017, in occasione dell'incontro di NIFL Premiership pareggiato per 1-1 contro il Coleraine, partita nella quale va anche a segno. Nel 2021 viene acquistato dal Larne, altro club della massima serie nordirlandese.
L'11 agosto 2022 si trasferisce al Crystal Palace, che lo aggrega al proprio settore giovanile.

### Nazionale
Ha rappresentato le nazionali giovanili nordirlandesi Under-19 ed Under-21.
Nel settembre 2022 viene convocato per la prima volta in nazionale maggiore.

## Statistiche

### Presenze e reti nei club
Statistiche aggiornate al 12 aprile 2025.
| Stagione             | Squadra              | Campionato           | Campionato | Campionato | Coppe nazionali | Coppe nazionali | Coppe nazionali | Coppe continentali | Coppe continentali | Coppe continentali | Altre coppe | Altre coppe | Altre coppe | Totale | Totale |
| Stagione             | Squadra              | Comp                 | Pres       | Reti       | Comp            | Pres            | Reti            | Comp               | Pres               | Reti               | Comp        | Pres        | Reti        | Pres   | Reti   |
| -------------------- | -------------------- | -------------------- | ---------- | ---------- | --------------- | --------------- | --------------- | ------------------ | ------------------ | ------------------ | ----------- | ----------- | ----------- | ------ | ------ |
| 2016-2017            | Ballymena Utd        | IFA-P                | 1          | 1          |                 | -               | -               |                    | -                  | -                  |             | -           | -           | 1      | 1      |
| 2017-2018            | Ballymena Utd        | IFA-P                | 23         | 2          |                 | -               | -               | UEL                | 0                  | 0                  |             | -           | -           | 23     | 2      |
| 2018-2019            | Ballymena Utd        | IFA-P                | 24         | 1          |                 | -               | -               |                    | -                  | -                  |             | -           | -           | 24     | 1      |
| 2019-2020            | Ballymena Utd        | IFA-P                | 16         | 0          |                 | -               | -               | UEL                | 4                  | 0                  |             | -           | -           | 20     | 0      |
| 2020-2021            | Ballymena Utd        | IFA-P                | 16         | 4          |                 | -               | -               |                    | -                  | -                  |             | -           | -           | 16     | 4      |
| Totale Ballymena Utd | Totale Ballymena Utd | Totale Ballymena Utd | 80         | 8          |                 | -               | -               |                    | 4                  | 0                  |             | -           | -           | 84     | 8      |
| 2021-2022            | Larne                | IFA-P                | 35         | 3          |                 | -               | -               | UECL               | 4                  | 0                  |             | -           | -           | 39     | 3      |
| lug. 2022            | Larne                | IFA-P                | -          | -          |                 | -               | -               | UECL               | 2                  | 0                  |             | -           | -           | 2      | 0      |
| Totale Larne         | Totale Larne         | Totale Larne         | 35         | 3          |                 | -               | -               |                    | 6                  | 0                  |             | -           | -           | 41     | 3      |
| 2022-2023            | Crystal Palace       | PL                   | 0          | 0          | FACup+CdL       | 0               | 0               |                    | -                  | -                  |             | -           | -           | 39     | 3      |
| 2023-gen. 2024       | Port Vale            | FL1                  | 11         | 0          | FACup+CdL       | 0+2             | 0               |                    | -                  | -                  | FLT         | 3           | 0           | 16     | 0      |
| gen.-giu. 2024       | AFC Wimbledon        | FL2                  | 17         | 1          |                 | -               | -               |                    | -                  | -                  |             | -           | -           | 17     | 1      |
| 2024-2025            | Motherwell           | SP                   | 20         | 0          | CS+CdL          | 1+3             | 0+1             |                    | -                  | -                  |             | -           | -           | 24     | 1      |
| Totale carriera      | Totale carriera      | Totale carriera      | 163        | 12         |                 | 6               | 1               |                    | 10                 | 0                  |             | 3           | 0           | 184    | 13     |

## Palmarès

### Club

#### Competizioni nazionali
- Irish Football League Cup: 1

Ballymena United: 2016-2017